# ワルター・ワンダレイ
ワルター・ワンダレイ（Walter Wanderley、1932年5月12日 - 1986年9月4日）は、ブラジル出身のジャズ・オルガン奏者、アレンジャーである。レシフェ生まれ。
名前表記は英語に近い読みで、ワルター・ワンダレーと表記される場合もある。なお、ブラジルポルトガル語に従えば、ヴァウテル・ヴァンデルレイなどと表記される場合もある。1960年代後半から1970年代前半にかけて日本でも紹介され、ジャズ・ファンの中でも知られる存在となった。
マルコス・ヴァーリが作曲した「サマー・サンバ」（原題：Samba de Verão - サンバ・ジ・ヴェラゥン、英題：So nice - ソー・ナイス、原題の直訳は「夏のサンバ」）を、インストゥルメンタルで演奏した事で一躍有名になった。  
代表的なアルバムは、前述のサマー・サンバが収録された、サマー・サンバ(原題：Rain Forest (1966年) )、バトゥカーダ(原題：Batucada (1967年) )である。  
1986年9月4日、米国カリフォルニア州サンフランシスコにて骨腫瘍のため死去。54歳没。  